# Харю
Харю (на естонски: Harju maakond, Харю мааконд) е една от 15-те области на Естония. Разположена е в северната част на страната с площ 4333 кв. км. Административен център на областта е столицата Талин.

## Население
- 521 313 души (2006 г.)
- 598 059 души (по приблизителна оценка от 1 януари 2019 г.)[3]

## Етнически състав
- 59,2%-естонци-308 000
- 32,6%-руснаци-170 000
- 3,4%-украинци
- 1,8%-беларуси
- 3,0%-други